# Moropsyche gerolan
Moropsyche gerolan là một loài Trichoptera trong họ Apataniidae. Chúng phân bố ở miền Ấn Độ - Mã Lai.